# Charley Boorman
Charley Boorman (Londen, 23 augustus 1966) is een Engels acteur, wereldreiziger en schrijver van reisboeken.
Boorman is de zoon van modeontwerpster Christel Kruse en filmregisseur John Boorman. Hij is getrouwd met Olivia, met wie hij twee dochters heeft.
Dankzij zijn vader kreeg hij een vroege start in de filmindustrie als kind-acteur, eerst in Deliverance (1972) en toen als de jonge Mordred in Excalibur (1981) en The Emerald Forest (1985), ook geregisseerd door zijn vader. In Hope and Glory (1987), eveneens geregisseerd door zijn vader, speelt hij in een zwijgende rol een jonge neergeschoten Duitse Luftwaffe-piloot. Zijn zus Katrine speelt ook in deze film. Meer recente films zijn The Serpent's Kiss (1997) waarin hij speelt met zijn beste vriend Ewan McGregor en The Bunker (2001).
Charley Boorman heeft deelgenomen aan Long Way Round, een reis van Londen naar New York via Europa en Azië op de motor samen met Ewan McGregor in 2004. Dit werd gefilmd en later verwerkt tot een televisieserie, boek en dvd.
Samen met producer Russ Malkin (van Long Way Round) en een motorteam, deed Boorman mee in de Dakar-rally in januari 2006. Het evenement werd gefilmd en de race naar Dakar was op televisie te zien. Tijdens de rally raakte Boorman gewond en moest zich na vijf dagen terugtrekken uit de race.
Op 12 mei 2007 begon hij een andere reis met McGregor: deze keer was dat Long Way Down, een reis van John o' Groats in het uiterste noorden van Schotland naar Kaapstad, Zuid-Afrika. Deze serie werd voor het eerst op 28 oktober 2007 op televisie uitgezonden door BBC2. Tijdens dit programma werd bekend dat Charleys vrouw een behandeling voor longontsteking moest ondergaan, maar dat zij erop aangedrongen had dat Charley de reis in ieder geval zou maken.
Op 12 april 2008 begon Charley Boorman met By any means, een reis met allerlei vervoermiddelen die begint in zijn eigen stad in County Wicklow, Ierland en eindigt in Sydney, Australië. Deze wereldreis voltooide Boorman met gebruikmaking van verschillende vormen van vervoer, indien nodig ook met behulp van vliegreizen, vergezeld alleen door producent Russ Malkin en cameraman Paul Mungeam, bijgenaamd Mungo, op 22 juli 2008.
Op 22 maart 2009 kondigde Charley aan een vervolgreis te maken, genaamd By Any Means 2 Ditmaal reist Charley met zijn team van Sydney naar Japan via de Stille Oceaan.
De reisseries zijn te zien op het televisiekanaal van National Geographic.

## Filmografie
- Deliverance (1972)
- Excalibur (1981)
- Nemo (1984)
- The Emerald Forest (1985)
- Hope and Glory (1987)
- Mister Frost (1990)
- Beyond Rangoon (1995)
- Cannes Man (1996)
- The Serpent's Kiss (1997)
- On edge (1999)
- The Bunker (2001)

## Onderscheiding
- Galaxy British Book Award voor Long Way Down - 2007, Gedeeld met Ewan McGregor.

- Bibsys: 14053793
- Biblioteca Nacional de España: XX1265449
- Bibliothèque nationale de France: cb14157526p (data)
- Gemeinsame Normdatei: 132172496
- International Standard Name Identifier: 0000 0001 0878 5955
- Library of Congress Control Number: no2002077573
- MusicBrainz: 727ce02b-8696-4a73-9a21-35007545ea0a
- Bibliotheek van het Japanse parlement: 01135491
- Nationale Bibliotheek van Tsjechië: xx0077682
- Nationale bibliotheek van Australië: 40004939
- Nationale Bibliotheek van Israël: 987007396899305171
- Nederlandse Thesaurus van Auteursnamen: 252305124
- Système universitaire de documentation: 128072091
- Trove: 1093487
- Virtual International Authority File: 22350748
- WorldCat: E39PBJd3Hk9pBDfGKbvWpjwXBP